# 乌林答石显
乌林答石显（?—?），辽朝后期女真乌林答部首领，孩懒水乌林答部人。
完顏石魯以条教约束诸部，石显拒不听命。完顏石魯去世后，棺柩路过孩懒水，石显与完颜部窝忽窝攻夺棺柩，以示强盛。石魯之子烏骨廼为诸部长，白山、耶悔、统门、耶懒、土骨论、五部服从，石显却拒阻不听命，烏骨廼攻打，不能胜。于是向辽朝告发石显阻绝海东路朝贡鹰隼之路，辽朝皇帝派人斥责。。”石显派其长子婆诸刊入朝谢罪，辽国朝廷厚赐遣还，嘱咐婆诸刊让其父信入朝。”石显于是相信次年与儿子婆诸刊一起入朝。辽朝皇帝对他说：“罪在你，不在你儿子。”于是命婆诸刊回去，流放石显至边地。